# Métro de Gurgaon
Le métro de Gurgaon est un réseau métropolitain à Gurgaon, en Inde. Entré en service le 14 novembre 2013, il ne compte qu'une seule ligne de 12,85 kilomètres. L'une de ses 11 stations est en correspondance avec la ligne jaune du métro de Delhi.